# Premio Locus al mejor libro juvenil
Ganadores del Premio Locus al Mejor Libro Juvenil, es otorgado por la revista Locus. Los premios suelen ser presentados en un año determinado, son para trabajos publicados en el año calendario anterior.
El premio al Mejor Libro para Adultos Jóvenes se entregó por primera vez en 2003 y actualmente se encuentra entre los premios que aún son otorgados..

## Ganadores
Los ganadores son los siguientes:
| Año  | Novedoso                                                           | Autor                    | Árbitro                            |
| ---- | ------------------------------------------------------------------ | ------------------------ | ---------------------------------- |
| 2003 | coralina                                                           | Neil Gaiman              |                                    |
| 2004 | The Wee Free Men                                                   | Terry Pratchett          |                                    |
| 2005 | A Hat Full of Sky                                                  | Terry Pratchett          |                                    |
| 2006 | Pay the Piper: un cuento de hadas de Rock 'N' Roll                 | Jane Yolen & Adam Templo |                                    |
| 2007 | Herrero de invierno                                                | Terry Pratchett          |                                    |
| 2008 | Un Lun Dun                                                         | China Miéville           |                                    |
| 2009 | The Graveyard Book                                                 | Neil Gaiman              |                                    |
| 2010 | Leviatán                                                           | Scott Westerfeld         |                                    |
| 2011 | Desguace de barcos                                                 | Paolo Bacigalupi         |                                    |
| 2012 | The Girl Who Circumnavigated Fairyland in a Ship of Her Own Making | Catherynne M. Valente    |                                    |
| 2013 | Ferrocarril                                                        | China Miéville           |                                    |
| 2014 | The Girl Who Soared Over Fairyland and Cut the Moon in Two         | Catherynne M. Valente    |                                    |
| 2015 | medio rey                                                          | Joe Abercrombie          |                                    |
| 2016 | The Shepherd's Crown                                               | Terry Pratchett          |                                    |
| 2017 | Vengador                                                           | Alastair Reynolds        | [ 2 ] [ 3 ] [ 4 ] [ 5 ] [ 6 ]      |
| 2018 | Guerrero akata                                                     | Nnedi Okorafor           | [ 7 ] [ 8 ] [ 9 ] [ 10 ]           |
| 2019 | Nación Aterradora                                                  | Irlanda                  | [ 11 ] [ 12 ] [ 13 ] [ 14 ]        |
| 2020 | Perla de dragón                                                    | Yoon Ha Lee              | [ 15 ] [ 16 ] [ 17 ] [ 18 ]        |
| 2021 | A Wizard's Guide to Defensive Baking                               | Martín Pescador          | [ 19 ] [ 20 ] [ 21 ] [ 22 ]        |
| 2022 | Victorias mayores que la muerte                                    | Charlie Jane Anders      | [ 23 ] [ 24 ] [ 25 ] [ 26 ] [ 27 ] |